# Paragona multisignata
Paragona multisignata là một loài bướm đêm trong họ Erebidae.